# Гелена Черпка
Гелена Черпка (пол. Helena Cierpka, в чернецтві — Марія Гвідона; 11 квітня 1900, Каліш — 1 серпня 1943, Новогрудський район) — блаженна Римо-католицької церкви, черниця жіночої чернечої конгрегації «Сестри Святої Родини з Назарету» (назаретянки), мучениця. Одна з одинадцяти Новогрудських мучениць.

## Біографія
У 1927 році вступила у жіночу чернечу конгрегацію «Сестри Святої Родини з Назарету» (назаретянки). Новіціат проходила у місті Гродно, там же прийняла вічну чернечу обітницю, взявши собі чернече ім'я Марія Гвідона. У 1936 році разом з іншими черницями на прохання єпископа приїхала в монастир у Новогрудок (Білорусь), де виконувала послух в монастирському саду.
У серпні 1943 року в Новогрудку відбувалися масові репресії німецької окупаційної влади проти місцевого єврейського та слов'янського населення. Всіх місцевих євреїв вивезли у концтабори. Також заарештували місцевого католицького священника і кілька десятків парафіян. Черниці монастиря, у тому числі Гелена Черпка, запропонували німцям замінити собою заарештованих мирних жителів. У ніч з 31 липня на 1 серпня Гелену була заарештована разом з десятьма іншими черницями монастиря і розстріляна вранці 1 серпня в лісі неподалік від Новогрудка.